# Турлујану (Бакау)
Турлујану (рум. Turluianu) насеље је у Румунији у округу Бакау у општини Берешти-Тазлау. Oпштина се налази на надморској висини од 303 m.

## Становништво
Према подацима из 2002. године у насељу је живело 1343 становника, од којих су сви румунске националности.